# Río Caribe (Venezuela)
Pour l’article homonyme, voir Río Caribe (paroisse civile).
Río Caribe est le chef-lieu de la municipalité d'Arismendi dans l'État de Sucre au Venezuela. En 2001, sa population est estimée à 13 667 habitants.